# Maurandya
Maurandya je maleni rod grmastih penjačica iz porodice trpučevki , dio potporodice Antirrhinoideae. 
Sastoji se od dvije vrste iz Meksika i Srednje Amerike. Tipična je Usteria scandens. Cav., sinonim za Maurandya scandens

## Vrste
1. Maurandya barclayana Lindl.; Meksiko, Gvatemala.
2. Maurandya scandens (Cav.) Pers.; Meksiko, Gvatemala, Salvador, Honduras.

## Sinonimi
- Usteria Cav.; Ic. 2: 15. t. 116 (1793)
- Reichardia Roth; Catal. Bot. 3: 64 (1800), nom. illeg.